# Люксембургский кризис
Люксембу́ргский кри́зис (нем. Luxemburgkrise, нидерл. Luxemburgse kwestie, фр. Crise luxembourgeoise; люкс. Lëtzebuerg-Kris, Lëtzebuerg-Fro) — конфликт между Францией и Пруссией в 1866—1867 годах, вызванный вопросом о статусе Люксембургского герцогства. На правах личного удела оно принадлежало королю Нидерландов Вильгельму III из Оранско-Нассауского дома. Одновременно с этим до июня 1866 года Люксембург наравне с Лимбургом входил в Германский союз (вплоть до начала австро-прусской войны 17 июня 1866 года) и значился федеральной крепостью с прусским гарнизоном.

## Предыстория
Город Люксембург обладал наиболее впечатляющими укреплениями в Европе, план которых был разработан знаменитым инженером Вобаном; из-за этих фортификационных сооружений его называли «Гибралтаром Севера». В 1815 году Венский конгресс принял решение, что Великое герцогство Люксембург будет находиться в личной унии с Королевством Нидерландов. Сделав уступку Пруссии, Конгресс также постановил, что Люксембург войдёт в Германский союз, и здесь будет размещено несколько тысяч прусских солдат. Бельгийская революция разделила Люксембург на бельгийскую и голландскую части, причём возникла угроза голландскому господству даже в оставшейся у Нидерландов части. Для того, чтобы уравновесить бельгийское и французское влияние, Вильгельм I принял решение о вступлении Люксембурга в Германский таможенный союз.

## Причины продажи Люксембурга
Летом 1866 года голландский король  Виллем III пришёл к выводу, что в его интересах избавиться от Люксембурга в пользу какой-либо великой державы, при условии гарантии ничем не ограниченного владения Лимбургом, где в 1870 году были разведаны запасы угля, однако правительство раздало иностранным фирмам концессии на его добычу.
По мнению историка Л. М. Шнеерсона, владение Люксембургом, во-первых, не имело для нидерландского короля экономической выгоды (хотя на территории Люксембурга в 1850 году были открыты небольшие, но экономически рентабельные залежи железной руды, других месторождений которых в Нидерландах нет), во-вторых, было чревато внешнеполитическими осложнениями, а, в-третьих, герцогство было сильно «офранцужено». На эту небольшую территорию претендовали Пруссия и Франция. А Великобритания видела в попытках его аннексии угрозу Бельгии.
К этому следует добавить то обстоятельство, что Виллем III был весьма расточительным монархом, постоянно нуждавшимся в деньгах. Согласно Г. Е. Афанасьеву, к продаже Люксембурга Виллема III подталкивала и его любовница г-жа Мюзар, которой король пообещал в подарок миллион.
Первоначально у Виллема III был план передачи Люксембурга своему брату Генриху. Эта сделка прекратила бы существование личной унии между герцогством и Нидерландами. Но, видимо, желая получить денежную компенсацию, Виллем III был не против продать его Франции.

## Международное положение Франции к 1866 году
Особенностью бонапартистского режима Наполеона III была необходимость в постоянной его легитимации через внешнеполитические успехи. Однако как внутренняя, так и внешняя обстановка складывалась для Франции в это время крайне неблагоприятно.
Во-первых, в 1866 года она вступила в период экономического кризиса, который постепенно становился все более масштабным. Во-вторых, Вторая империя столкнулась с практически полной международной изоляцией, вызванной неудачной внешней политикой Наполеона III. На французского императора в Европе смотрели, как на выскочку, а он, стараясь доказать своё величие, пытался принимать участие практически во всем, что касалось отношений между другими европейскими странами, нередко совершая весьма необдуманные поступки.
Так, в результате ухудшились отношения с Россией из-за попыток использовать в качестве инструмента давления на царское правительство польский вопрос, обострившийся в связи с восстанием 1863 года.
На почве колониальной политики у Франции также возникли серьёзные трения с Великобританией. В Лондоне не скрывали симпатий к правительству Бисмарка — сильная Германия виделась противовесом Франции, кроме того, британская королевская семья была немецкой по происхождению и старалась поддерживать связи с домом Гогенцоллернов, видя в этом залог мира на континенте. Военная экспедиция в Мексику с целью создания там марионеточной империи под контролем Франции, вызвала острое недовольство США. Пребывание французского гарнизона в Риме с целью защиты власти Папы Римского порождало неодобрительные отклики во всей Европе.
Наполеону необходимо было как можно скорее изгладить впечатления от недавних неудач любыми способами: как военным триумфом, так и дипломатическим успехом.

## Международная обстановка накануне кризиса
Ситуация в Европе накануне Люксембургского кризиса была напряжённой. Во-первых, к этому времени конфликт между Пруссией и Австрией о дальнейшем объединении Германии встал наиболее остро. Обе страны претендовали на то, чтобы стать центрами, вокруг которых сплотились бы немецкие государства. Одновременно с этим объединительные процессы шли и в Италии. Клубок противоречий, накопившийся между этими участницами международной политики, в итоге вылился в войну, которая длилась с 17 июня по 26 июля 1866 года и имел важные последствия для развития конфликта из-за Люксембурга.
В ходе этого противостояния Пруссию поддержала Италия, а австрийский император Франц-Иосиф I обратился за помощью к Франции. Франц-Иосиф заявил Наполеону III, что готов передать ему Венецианскую область (на тот момент находившуюся под контролем Австрии) при условии её переуступки Италии, а также его вмешательства для того, чтобы добиться от этой страны мира, а от Пруссии — перемирия. Таким образом, в этот конфликт оказалась замешана ещё одна держава. Для Франции это был шанс поправить свои дела на международной арене либо военным, либо дипломатическим путём. Император выбрал второй.
Результат войны 1866 года шокировал Европу: Пруссия разбила союзников Австрии в Баварии и разгромила австрийскую армию Бенедека в битве при Садове. Конечно, дипломатическое вмешательство Франции несколько сократило плоды прусской победы. Пруссии пришлось остановить свои войска перед самой Веной, отступиться от Саксонии, ограничиться объединением только земель, лежащих севернее реки Майн, согласившись с официальным исключением из своей зоны влияния южных германских государств.
Однако, по мнению ряда историков, Франция и лично Наполеон III упустили возможность вернуть себе былую славу. Ведь ещё перед началом Австро-прусской войны империя Наполеона рассчитывала на то, что в этом столкновении обе стороны будут истощены настолько, что Франция сможет вернуться к границам 1801 года, «что придаст новые силы бонапартистскому режиму», или, по крайней мере, удастся осуществить передачу Франции Саарского бассейна, Пфальца со стратегической крепостью Шпейер и рейнской части Гессен-Дармштадта с крепостью Майнц.
Наполеон мог сымитировать показную активность, послав несколько полков в Венецию или к западным границам Италии, тем самым вынудив Италию сложить оружие, и немедленно занять Рейнскую область (в тот момент это было легче всего), чем заставить Пруссию считаться с собой. Однако окружение Наполеона III (прежде всего принц Наполеон и маркиз де Лавалетт) доказывало ему, что состояние армии и финансов не позволят императору реализовать этот сценарий. Отчасти они были правы. Предшествовавшая внешняя политика привела к крайней распыленности ресурсов снабжения французской армии между тремя пунктами: Римом, Мексикой и Алжиром. Наполеон очень долго колебался, в том числе из-за очередного и очень тяжелого приступа болезни в июле-августе 1866 года, и время было потеряно.
Бисмарк, по всей видимости, оценивал шансы Наполеона на военный успех намного выше, понимая, что Франция в тот момент может представлять для Пруссии реальную угрозу. Поэтому Бисмарк, желая отвлечь внимание Франции от участия в подготовке мирного договора между Австрией и Пруссией и выиграть время для его подписания, начал отвлекать её внимание переговорами.
Ещё до войны 1866 года, 4 октября 1865 года на переговорах в Биаррице Наполеон III предъявил Пруссии претензии на рейнские земли в обмен на нейтралитет, но получил отказ. А летом 1866 года Бисмарк, воспользовавшись уязвленным самолюбием Наполеона III из-за внутренних и внешних неудач, поддержал его иллюзии о расширении Франции и предложил «Бельгию и добавлял даже к ней Люксембург». Так было положено начало Люксембургскому кризису.

## Ход событий (10 августа 1866 — январь 1867 года)
10 августа 1866 года в Париж прибыл посол Франции в Пруссии Венсан Бенедетти для изложения Наполеону предложений Бисмарка. Наполеон с радостью одобрил их и поручил Бенедетти передать канцлеру два договора: по первому, Пруссия позволяет Франции приобрести в близком будущем Люксембург; по второму (более отдаленному по срокам) предусматривалось заключение между двумя державами союза. Его условия состояли в том, что Франция завладеет Бельгией, а Пруссия распространит свою гегемонию до реки Майн.
Для Пруссии условия предлагаемого договора сулили многое. Однако позиция Бисмарка лежала в иной плоскости. Во-первых, как он говорил позднее, «Пруссия никогда не должна быть обязана Франции за своё будущее положение в Германии». Национальное объединение Германии должно было происходить в глазах немцев и иностранных держав лишь силами самих немцев, и Бисмарк не жалел сил, чтобы поддержать этот важный национальный миф. Немецкое общественное мнение воспринимало Люксембург (наравне со Шлезвиг-Гольштейном) как часть Германского Союза и негативно воспринимало известие о предстоящей продаже герцогства. Дом Люксембургов за свою историю дал четырех германских императоров и также считался основой немецкой истории. Это делало немыслимым для многих немецких националистов передачу региона французам. Через подконтрольную себе прессу канцлер разыгрывал этот мотив в информационном пространстве.
Во-вторых, Бисмарк был прекрасно информирован и о позиции Англии, которая ни за что не допустила бы оккупацию Бельгии другой державой; и о позиции России, правящие круги которой больше симпатизировали Пруссии, чем Австрии. Действительная реализация условий этого договора привела бы Пруссию к нежелательному осложнению отношений с обеими державами.
Люксембург (пока вместе с Бельгией) был лишь приманкой для того, чтобы втянуть Францию в скандальную грязную сделку, поссорить её с Англией и заручиться благоприятной позицией последней на случай войны. В случае огласки такая игра могла бы серьёзно испортить англо-прусские отношения, — узнав о попытках Берлина «уступить» Бельгию, Лондон мог открыто и безнаказанно встать на сторону Австрии и мелких немецких княжеств. «Но в каждом дипломатическом манёвре по завлечению партнера кроется опасность попасться самому в щекотливое положение. Задача в том, чтобы не оставлять никаких видимых следов собственной инициативы».
Поэтому Бисмарк нигде письменно не фиксировал своих предложений, а получив ответ Наполеона, лишь высказал желание сделать договор секретным и внести мелкие изменения. Так канцлер добился того, что «комбинация оказалась письменно зафиксированной именно французской рукой». Пока французы выверяли каждую букву в оборонительно-наступательном союзе с Пруссией, Бисмарк без помех заключил с Австрией Пражский мир (23 августа 1866 года): контролируемый Австрией Германский союз был распущен, а вместо него образовался Северогерманский союз, в котором ведущую роль играла Пруссия.
После подписания этого договора Бисмарк «резко» изменил свою позицию в переговорах относительно союза с Францией. Он апеллировал к тому, что получить согласие прусского короля Вильгельма I будет очень сложно. Точно чувствуя проблемы Второй империи и важность для неё союзного договора с Пруссией, Бисмарк заявил, что не может заключить его, пока Париж не выступит с публичным одобрением Пруссии и заявлением об удовлетворении своих интересов. Это означало бы признание всех пунктов Пражского договора. Наполеон III согласился на это и попытался продолжить переговоры о союзе, но Бисмарк, мастерски владевший искусством их затягивания, уклонялся от них.
В конце 1866 года Наполеон отказался от планов на Бельгию, рассчитывая в ближайшее время аннексировать Люксембург. Для этого ему было необходимо одобрение Пруссии. Дипломатические заигрывания французской стороны, начавшиеся в конце января 1867 года, Бисмарк неожиданно принял благосклонно.

## Цели Пруссии
В силу соглашений, заключенных между 18 августа и 21 октября 1866 года, Пруссия образовала вместе с 21 государством временное объединение, которое автоматически прекращало своё существование 18 августа 1867 г. в случае, если до этого времени не будет создан Северогерманский союз. В интересах Бисмарка было как можно скорее подписать выработанную им конституцию. Она фактически обеспечивала прусскому королю наследственную и практически абсолютную власть над союзом. Не имея возможности как-либо надавить на всех участников, Бисмарк решил использовать Люксембургский вопрос для формирования в обществе страха перед возможным вторжением Франции. 
24 февраля 1867 года собрался учредительный рейхстаг для рассмотрения конституции. Чтобы сделать его более сговорчивым, Бисмарк решил вызвать среди его участников ощущение надвигающейся опасности и ожесточение против Франции. Поэтому он вновь подтвердил, что находит предложение Бенедетти по Люксембургу вполне законным. «Он советовал поэтому продолжать и вести быстрее переговоры с нидерландским королём. Но соглашение надо заключить, не доводя этого дела в официальном порядке до сведения прусского короля, ибо последнему при необходимости вмешаться в это дело пришлось бы неизбежно считаться с чувствительностью германской нации, которая рассматривает Люксембург как немецкую землю и нелегко согласится от неё отказаться. Перед совершившимся фактом король, без сомнения, склонится; будет нетрудно навязать ему готовое решение».
В сущности же Бисмарк желал, чтобы Наполеон III скомпрометировал себя демаршами и переговорами, которые Германия сочтет впоследствии опасными для себя и заслуживающими порицания тем более, что они носили секретный характер. Это не только должно было стать основой для сплочения германской нации против общего врага, но и спровоцировать Францию начать вооруженный конфликт.

## Ход событий (март — апрель 1867 года)
Голландский король попытался вывести Лимбург (где располагались единственные в стране залежи угля и откуда обеспечивался стратегический контроль за рекой Маас) из-под влияния Германии, не допуская его вхождения в состав Северогерманской Конфедерации. Бисмарк указал, что голландский Лимбург должен стать членом Северогерманской Конфедерации, и пригрозил аннексировать часть Лимбурга к востоку от Мааса, если это присоединение не состоится.
Виллем III попросил Францию о военной поддержке в случае прусского вторжения в Нидерланды. Франция была готова принять это, но в то же время видела возможности для расширения территории. Из всего, что имел в виду император Наполеон III, наиболее правдоподобной была аннексия Великого герцогства Люксембург. С этой целью французское правительство обратилось к Вильгельму III с предложением купить Люксембург за пять миллионов гульденов.
В первой половине марта 1867 года пресса Пруссии, осведомлённая из таинственных источников о всех намерениях Наполеона III, начала настраивать общественное мнение против французского императора. Наполеону III следовало действовать быстрее. Немедленное заключение договора с Виллемом III поставило бы Пруссию и Бисмарка в тупик. Однако Наполеон снова терял время на спорах о цене сделки.
14 марта 1867 года на заседании Законодательного корпуса Адольф Тьер раскритиковал политику Франции, приведшую к тому, что Пруссия стала во главе Северной Германии, и потребовал от правительства заявления, что оно не позволит берлинскому кабинету добиваться новых выгод и подчинения своей политике южногерманских государств.
Реакция Бисмарка последовала 19—20 марта: были опубликованы тайные договоры Пруссии с Баварией и Баденом о военном союзе, заключенные ещё в августе 1866 года. Французская общественность была в шоке от сознания свершившегося факта — Бисмарк водил Париж за нос привлекательными туманными обещаниями, от которых легко и непринужденно отказался, и извлёк при этом все возможные дипломатические успехи, одновременно искусно создав самое удобное общественное мнение, получив возможность беспрепятственно осуществлять желаемые действия. Франция не получила ничего, кроме репутации стремящегося к экспансии агрессора, а немецкая общественность негодовала по поводу французской военной угрозы.
Виллем III решил, что Франция и Пруссия вот-вот поссорятся, и тут же приостановил переговоры. Несмотря на убеждения французской стороны сохранять их в тайне, он отправил официальный запрос прусскому королю, чтобы узнать его мнение о сделке по продаже Люксембурга. Тот ответил в неясных выражениях, и Бисмарк снова стал торопить Наполеона. Французский император пообещал Виллему III требуемые им 10 млн франков. Взамен нидерландскому королю предлагалось заключить оборонительный союз, гарантирующий за Нидерландами Лимбург в случае продажи Франции Люксембурга. Виллем III отправил своего старшего сына принца Виллема во Францию в качестве специального посланника. 28 марта 1867 года наследный принц в Париже представил письменное заявление от имени своего отца, в котором он уступил Люксембург Франции. 31 марта 1867 года французский посланник Боден прибыл в Гаагу с соглашением. Впоследствии перевод был отложен из-за нетерпения Франции, которая угрожала вторжением. Французское правительство распространило по Европе коммюнике о своём якобы достигнутом крупном дипломатическом успехе.
1 апреля Бисмарк и глава национально-либеральной партии Р. Беннигсен устроили в рейхстаге небольшой спектакль. Беннигсен спросил от имени Германии, насколько справедливы слухи о передаче Люксембурга Франции, и, напомнив слова прусского короля, что «без его согласия ни одна деревня не будет отнята у Германии», потребовал вмешательства. Другие парламентарии настаивали на мобилизации. Канцлер в крайне любезных для Франции выражениях заявил, что для разрешения спорного вопроса прусское правительство будет считаться с державами, подписавшими старые трактаты, с членами Северогерманского союза и общественным мнением, представленным рейхстагом. Эти слова вызвали в Гааге новую растерянность.
3 апреля представитель Пруссии граф Перпонхер уведомил Виллема III об абсолютном вето своего правительства относительно продажи Люксембурга.
5 апреля берлинский кабинет также сообщил о решительном отказе от своей заинтересованности в Лимбурге. Это автоматически снимало одну из главных причин продажи Люксембурга.
Одновременно с этими событиями Наполеон обратился к Австрии с предложением союза против Пруссии в обмен на Силезию или южногерманские государства, но получил отказ. В свою очередь министр иностранных дел Австрии граф фон Бейст предложил передать Люксембург нейтральной Бельгии, за что Франция получила бы часть бельгийской территории. Бельгийский король Леопольд II выступил против, что сделало австрийское предложение нереальным.
В самом Люксембурге профранцузские активисты провоцировали прусский гарнизон, после чего последовало несколько демонстраций. Хотя люксембуржцы считали себя немцами, многие из них симпатизировали Франции, так как многие из них нашли работу во Франции. Консервативные политические силы в Люксембурге призвали Виллема III остановить продажу под лозунгом «Mir wëlle bleiwe wat mir sin» («Мы хотим оставаться такими, какие мы есть»). Это девиз Люксембурга и по сей день.

## Причины мирного урегулирования (историографическая оценка)
Война, которая вот-вот должна была разразиться в результате этих событий, однако, не состоялась. Разные историки называют разные причины. А. Дебидур считает, что Франция была не готова к ней (экономический кризис и неосуществлённая военная реформа). К тому же в 1867 году в Париже с большой помпой открылась Всемирная промышленная выставка — манифестация мира и примирения. Начало войны в это время ещё больше повредило бы престижу империи.
Л. М. Шнеерсон, в свою очередь, указывает и на недостаточную готовность Пруссии, ещё не успевшей оправиться от войны с Австрией. К тому же пока Пруссия особенно неуверенно чувствовала себя на море, ощущая превосходство французов.
Ф. А. Ротштейн прибавляет к этому ещё одну причину: несмотря на все усилия Бисмарка по выстраиванию в лице Франции образа врага, южные государства не обнаружили в решающий момент никакого энтузиазма к войне по такому жалкому поводу, как Люксембургский вопрос.
Все историки сходятся на том, что против войны на этом этапе франко-прусского конфликта выступили ведущие мировые державы. Англия опасалась, что в результате такого столкновения победит Франция, что приведет к неминуемой аннексии ею Бельгии. Россия, видя, что Австрия не связывает себя никаким союзом и может, следовательно, в любой момент обратиться на Восток, не была заинтересована и в войне на Западе.

## Лондонская конференция
Благодаря этим условиям стал возможен созыв международной конференции. Она открылась в Лондоне и проработала 4 дня (7—11 мая 1867 г.) В неё вошли Австрия, Бельгия, Франция, Великобритания, Италия, Люксембург, Нидерланды, Пруссия и Россия. Франция, чтобы хоть как-то сохранить престиж после очередного фиаско, потребовала вывода с территории Люксембурга немецких войск.
После обсуждения был подписан Лондонский договор. Он провозглашал нейтрализацию Люксембурга, сохранение его членства в Германском таможенном союзе, коллективную гарантию нейтралитета герцогства всеми участниками конференции, срытие крепости (ответное требование Пруссии), эвакуацию прусскими войсками гарнизона Люксембурга вслед за ратификацией договора.

## Итоги Люксембургского кризиса
Для прусской политики Люксембургский кризис способствовал ускорению утверждения конституции Северогерманского союза и укреплению военных связей между Пруссией и южногерманскими государствами.
Он продемонстрировал, что война 1866 г. не устранила до конца Австрию как фактор германской политики. Австрийское влияние в южногерманских государствах ещё накладывало отпечаток на их политику и довольно весомо отзывалось на прусских планах. Это нужно было преодолеть в ближайшее время.
Для Франции с внешнеполитической точки зрения кризис способствовал подрыву международного престижа и выявлению значительной степени её изоляции. Люксембургский кризис продемонстрировал низкую степень её готовности к войне. Вкупе с экономическим кризисом он также вызвал ещё большее порицание общественным мнением политики Наполеона III и лег в основу назревавшего взрыва.
Общественное мнение Германии также отнеслось с крайним раздражением к итогу кризиса — Лондонскому договору, считая его унизительным для германского отечества и требуя реванша.
Таким образом, Люксембургский вопрос, ставший в руках Бисмарка орудием по вовлечению Франции в международную изоляцию, лёг в основу причин войны, которая разразилось между Францией и Пруссией в 1870 году.